# Negreum peliotes
Negreum peliotes is een keversoort uit de familie van de loopkevers (Carabidae). De wetenschappelijke naam van de soort werd voor het eerst geldig gepubliceerd in 1974 door Akinobu Habu.